# Werratal-Radweg
De Werratal-Radweg (Werradalfietsroute) is een langeafstandsfietsroute in Duitsland. De route verbindt het Thüringer Woud met de Wezer waarbij de loop van de rivier de Werra wordt gevolgd. Het traject is bewegwijzerd in twee richtingen.

## Traject
De route start buiten Eisfeld op 2 locaties. De ene variant start aan de zuidkant van de Eselsberg, een berg die zich bevindt op de plaats waar het Thüringer Woud in enge zin overgaat in het Thüringer Leisteengebergte. Iets zuidoostelijker bevindt zich op de flanken van de Blessberg een "concurrerende" bron. Het riviertje dat hier ontspringt draagt de naam Saar. Daar is het 2e startpunt van de route. Beide varianten komen al snel samen en volgen verder het verloop van de Werra.
In Meiningen is er een aansluiting met de Main-Werra-Radweg, deze voert naar de Main. Tussen Vacha en Witzenhausen loopt de EuroVelo EV13 IJzerengordijnpad parallel met de route mee. In Vacha kan worden aangesloten op de Hessischer Radfernweg R7.
In eindpunt Hannoversch Münden stroomt de Werra samen met de Fulda in de Wezer. Hier kan de Fulda-Radweg gevolgd worden richting Kassel, de Weserradweg richting Bremen of de Weser-Harz-Heide-Radweg.
Tussen Vacha en Hörschel is de route onderdeel van de landelijke route D4 - Middenlandroute.

## Aansluitingen met Europese routes
- Tussen Vacha en Witzenhausen loopt de route parallel met de EuroVelo EV13 IJzerengordijnpad.

## Aansluitingen met andere fietsroutes
- In Meiningen kan worden aangesloten op de Main-Werra-Radweg.
- In Vacha kan worden aangesloten op de Hessischer Radfernweg R7.
- In Eschwege kan worden aangesloten op de Hessischer Radfernweg R5.
- In Hannoversch Münden kan worden aangesloten op de Weser-Harz-Heide-Radweg.
- In Hannoversch Münden kan worden aangesloten op de Weserradweg.
- In Hannoversch Münden kan worden aangesloten op de Fulda-Radweg.
- Tussen Vacha en Hörschel is de route onderdeel van de landelijke route D4 - Middenlandroute.
- Op elk willekeurig punt kan gebruik worden gemaakt van het fietsroutenetwerk ter plaatse.